# Edéia
Edéia é um município brasileiro do estado de Goiás, localizada a 120 km da capital do estado, Goiânia. Sua população, conforme estimativas do IBGE de 2021, era de 12 559 habitantes.

## História
Cidade que nasceu as margens do córrego Alegrete, teve origem em 1913, quando Cândido Martins da Rocha, Leandro Martins dos Anjos e José Alves de Faria, proprietário da primeira casa comercial nas proximidades dos rios Turvo e dos Bois, deram início à povoação denominada Santo Antônio do Alegrete, mais tarde, Alegrete e posteriormente Edéia. Há relatos de que um homem teria tido uma ideia, mas falou "edéia" e assim ficou o nome. Sua emancipação se deu em 8 de outubro de 1948.

## Economia
A economia da região baseia-se na agropecuária, principalmente no cultivo da soja e cana-de-açúcar, na produção leiteira e na criação de bovinos. No município existe ainda uma usina sucroalcooleira de grande porte nacional. Uma vez por ano, Edéia participa do Circuito Goiano de Motocross, tendo a 2ª melhor pista do estado de Goiás.[carece de fontes?]

## Religião
Segundo o censo do IBGE de 2010, o cristianismo é a religião predominante no município, sendo que 7412 habitantes declararam-se católicos, 2557 evangélicos e 170 disseram que são espiritas. 
Santo Antônio é o santo padroeiro da cidade e a paróquia local carrega o nome dele em sua homenagem. Do ponto de vista da administração eclesiástica, Edéia esta vinculada á Diocese de Itumbiara. A igreja Matriz está localizada na região central da cidade. 